# Axiom Mission 2

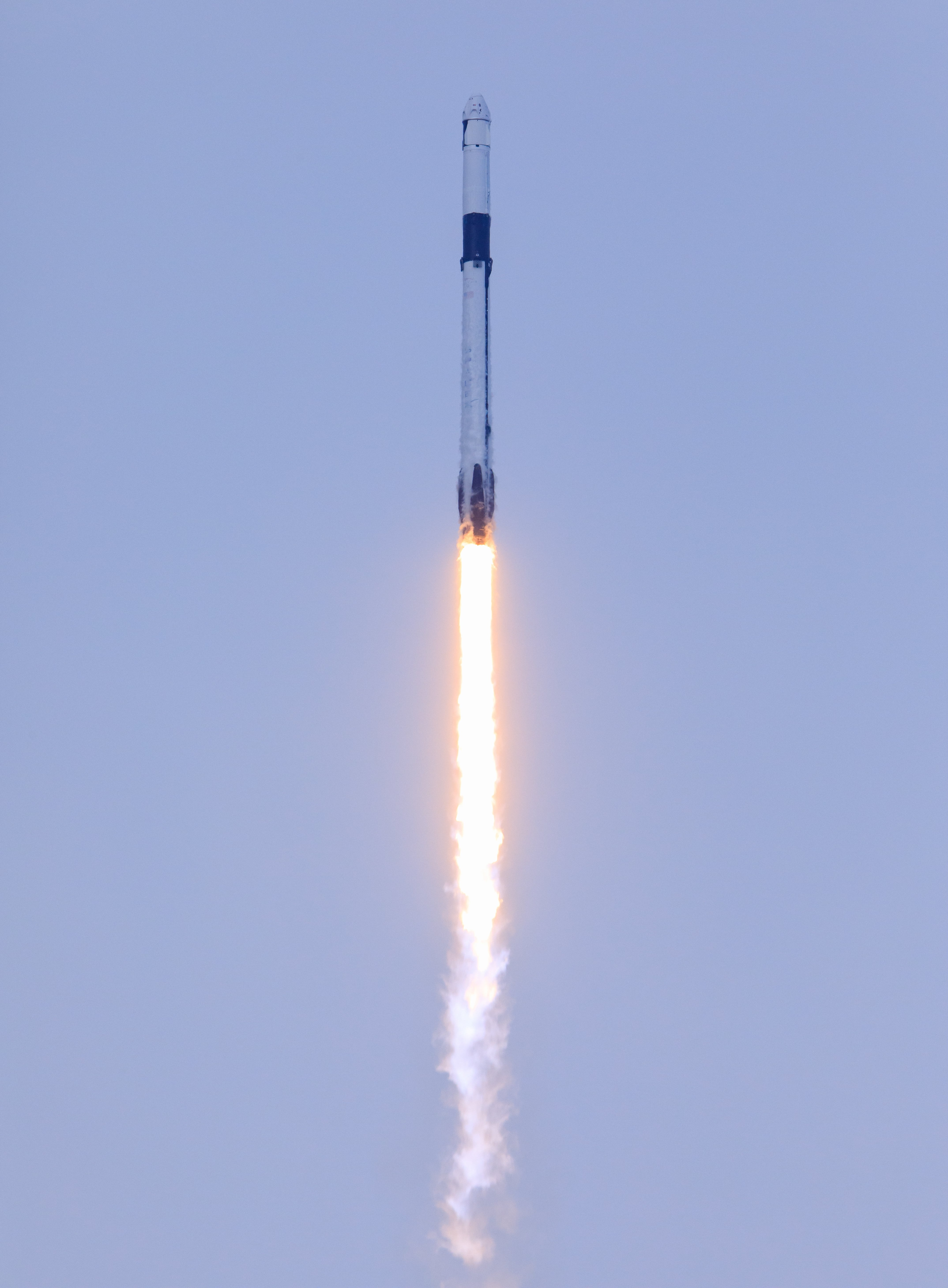

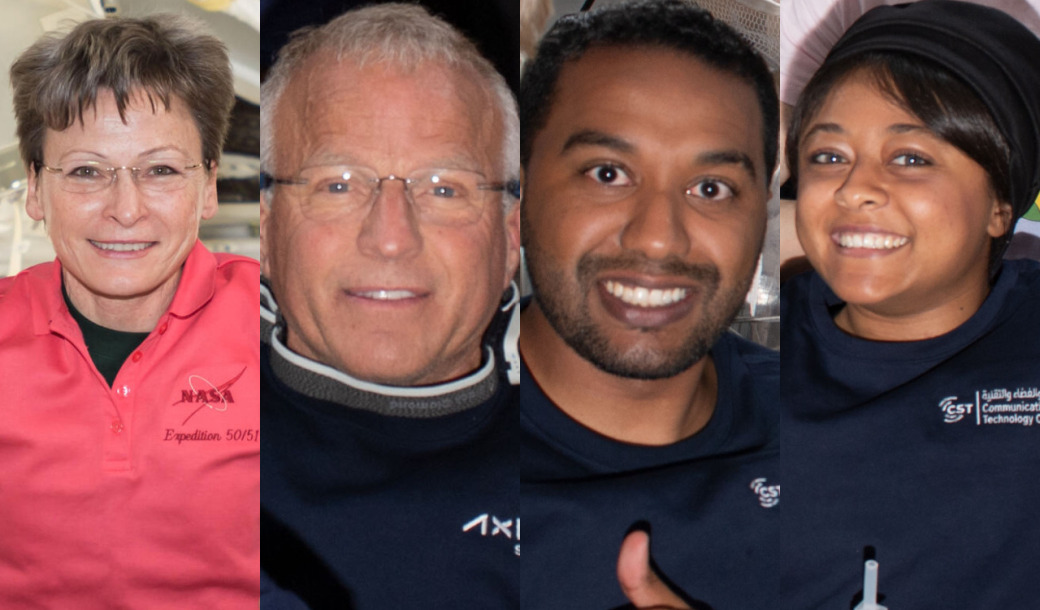

Axiom Mission 2 of AX-2 is een commerciële bemande ruimtevlucht van SpaceX met een Crew Dragon ruimtecapsule naar het ISS. De vlucht is geboekt door ruimtevaartbedrijf Axiom Space, dat zich opwerpt als ruimtereisbureau en werd op 21 mei 2023 gelanceerd. Het is de tiende bemande vlucht van SpaceX en de tweede vlucht voor Axiom. Het is de bedoeling dat de bemanning tien dagen in de ruimte  blijft waarvan acht in het  ISS. Het was de eerste Crew Dragon-lancering waarbij de eerste trap terug naar land vloog voor de landing. Bij eerdere Crew Dragon-lanceringen werd op een droneschip geland.

## Bemanning
| Positie      | Ruimtevaarder                        |
| ------------ | ------------------------------------ |
| Gezagvoerder | Peggy Whitson, Axiom 4e ruimtevlucht |
| Passagier    | John Shoffner 1e ruimtevlucht        |
| Passagier    | Ali Alqarni 1e ruimtevlucht          |
| Passagier    | Rayyanah Barnawi 1e ruimtevlucht     |